# Сысертский район
Сысе́ртский район — административно-территориальная единица (район) в Свердловской области России. Административный центр — город Сысерть.
С точки зрения муниципального устройства, на территории района образованы два городских округа: Сысертский (с центром в городе Сысерти) и Арамильский (с центром в городе Арамили).
Покрыт южно и среднетаежными елово-пихтовыми и сосновыми лесами.
Климат- переходный от умеренно-континентального к континентальному, с температурой июля в +17,9 градуса по Цельсию и температурой января в −16 градусов.

## Население
| 1959    | 1970    | 1979    | 1989    | 2002    | 2009    | 2010    |
| ------- | ------- | ------- | ------- | ------- | ------- | ------- |
| 68 606  | ↗71 367 | ↗72 843 | ↗78 229 | ↘78 085 | ↘75 416 | ↗77 691 |
| 2011    | 2012    | 2013    | 2014    | 2015    | 2016    | 2017    |
| ↗77 701 | ↗78 158 | ↗78 894 | ↗79 827 | ↗80 225 | ↗80 739 | ↘80 664 |
| 2018    | 2019    | 2020    | 2021    |         |         |         |
| ↘80 618 | ↘80 283 | ↗80 765 | ↗85 504 |         |         |         |

Численность населения района в рамках Сысертского и Арамильского ГО по данным на 2023 год составляет 87 297 человек.

## История

### Сысертский район
Сысертский район был образован 27 февраля 1924 года в составе Свердловского округа Уральской области. 20 сентября 1933 года Сысертский район был упразднён с включением в пригородную зону Свердловска.
26 июля 1937 года район вновь образован в составе Свердловской области.
10 июля 1938 года был утверждён состав района: рп Сысерть (административный центр) и Абрамовский, Аверинский, Кашинский, Ключевский, Космаковский, Никольский, Новоипатовский, Фоминский, Черданский и Щелкунский сельсоветы, выделенные из сельской местности г. Свердловска.
31 октября 1946 года рп Сысерть был преобразован в город районного подчинения.
5 апреля 1940 года из городской черты Сысерти был выделен рп Верхняя Сысерть.
6 марта 1951 года населённый пункт Шайдурово был перечислен из Сысертского района в состав Арамильского района.
18 июня 1964 года Космаковский сельсовет был объединён с Щелкунским, Аверинский — с Абрамовским, Фоминский — с Ключевским.
24 мая 1956 года к Сысертскому району был присоединён Арамильский.
5 апреля 1957 года:
- Бородулинский сельсовет был упразднён — с. Бородулино и колхоз «Ленинский завет» были включены в состав Патрушевского сельсовета, населённые пункты Шайдурово, Ольховка и пос. Бородулинского совхоза, а также бывший колхоз «Октябрь» в состав Черданского сельсовета;
- пос. Широкореченского подсобного хозяйства и земли подсобного хозяйства Северского металлургического завода были перечислены из Горнощитского сельсовета Сысертского района в состав Кургановского сельсовета г. Полевского;
- Верхнемакаровский сельсовет был передан из Сысертского района в административное подчинение Свердловскому горсовету;
- из состава Ключевского сельсовета был выделен пос. Хромпик, преобразован в рабочий посёлок и переименован в Двуреченск, образован Двуреченский поссовет.

12 июля Верхнедубровский поссовет, Косулинский сельсовет и д. Поварня Бобровского сельсовета были переданы Сысертского района в административно-территориальное подчинение Белоярского района.
11 апреля 1958 года населённый пункт Щербаковка был перечислен в состав Каслинского района Челябинской области.
21 июля село Бобровское было отнесено к категории рабочих посёлков, населённый пункт переименован в Бобровский, Бобровский сельсовет преобразован в поссовет. В черту рабочего посёлка были включены д. Вьюхино и Донок; пос. Вьюхинского детского санатория и ж.д. раз. Хризолитовый — переданы в административно-территориальное подчинение Бобровского поссовета. Пос. Вьюхинского подсобного хозяйства был передан в подчинение Ключевского сельсовета.
28 августа 1959 года Горнощитский сельсовет был перечислен из состава Сысертского района в состав Чкаловского района Свердловска.
11 марта 1960 года Абрамовский сельсовет был объединён с Щелкунским, Новоипатовский с Никольским.
28 октября в Черданском сельсовете были зарегистрированы пос. Октябрьский, Первомайский и Черемшанка.
7 января 1961 года были упразднены Кашинский и Ключевский сельсоветы:
- Ключевский сельсовет был объединён с Черданским;
- был образован Октябрьский сельсовет, в состав которого вошли пос. Октябрьский (центр), Черемшанка, Первомайский, Шайдурово и Ольховка из Черданского сельсовета и населённые пункты упразднённого Кашинского.

1 февраля 1963 года был образован Сысертский промышленный район, в состав которого вошли г. Сысерть и Арамильский, Бобровский, Большеистокский, Верхнесысертский, Двуреченский и Шабровский поссоветы. Никольский, Октябрьский, Патрушевский, Черданский и Щелкунский сельсоветы были переданы в состав Свердловского сельского района.
10 января 1964 года рп Шабровский был передан в административное подчинение Чкаловского района Свердловска.
13 января 1965 года снова был образован Сысертский район.
7 мая 1965 года был образован Кашинский сельсовет с центром в с. Кашине.
8 июля 1966 года был образован Фоминский сельсовет, в состав которого вошли д. Фомина (центр), д. Ключи и пос. участка УралНИИСХоза, переданные из Черданского сельсовета.
27 августа пос. ж.д. ст. Арамиль, 20-го, 25-го и 27-го км были переданы из состава Косулинского сельсовета Белоярского района в административно-территориальное подчинение Арамильского поссовета Сысертского района.
15 сентября 1966 года рп Арамиль был преобразован в город районного подчинения.
22 ноября 1966 года пос. лесной школы облоно, при туберкулёзной больнице, участка УралНИИсхоза и участка отделения № 5 Бородулинского совхоза были переименованы в Школьный, Лечебный, Колос и Полевой соответственно.
26 апреля 1967 года пос. Лесная Школа передан из состава Сысертского горсовета в административно-территориальное подчинение Кашинского сельсовета.
11 октября 1972 года была упразднена д. Черемшанка Октябрьского сельсовета.
30 декабря 1976 года был упразднён пос. Любинский Черданского сельсовета.
12 ноября 1979 года были уточнены как правильные наименования: пос. Луч (вместо пос. Санаторий «Луч») Верхнесысертского поссовета; пос. Лесная Школа (вместо пос. Лесная Школа гороно) Кашинского сельсовета; д. Токарёво (вместо д. Токарёва(о)) Черданского сельсовета; с. Абрамово (вместо с. Абрамовское) Щелкунского сельсовета; с. Аверино (вместо с. Аверинское) Щелкунского сельсовета.
29 марта 1978 года из Бобровского поссовета Сысертского района в Косулинский сельсовет Белоярского района был передан пос. Хризолитовый; в Арамильском горсовете был упразднён пос. 20-го км.
27 декабря 1983 года населённый пункт аэропорта «Уктус» и пос. Сулимовский торфяник были переданы в административное подчинение Свердловска.
24 июля 1984 года были исключены из учётных данных как фактически слившиеся с другими населёнными пунктами: пос. Лесная школа гороно Кашинского сельсовета (слился с с. Кашином); пос. Никитинка Верхнесысертского поссовета (слился с рп Верхней Сысертью).
8 июля 1985 года были переименованы: пос. Автомат — в Поляну; пос. Вьюхинский Санаторий — во Вьюхино; пос. Санаторий «Луч» — в Луч.
23 февраля 1987 года пос. Светлый был передан из Косулинского сельсовета Белоярского района в Арамильский горсовет Сысертского района.
31 марта была изменена административная граница между Сысертским районом и Свердловском в связи с передачей в административное подчинение Свердловскому горсовету из состава земель Сысертского района без прекращения права пользования пос. Торфяника, аэропорта «Уктус» (с 13 мая Чкаловскому райсовету Свердловска).
В дальнейшем до начала 2000-х изменений в административно-территориальном устройстве не происходило.
С июля 1996 года Сысертский район является самостоятельным субъектом межбюджетных отношений областного бюджета.

### Муниципальные образования
17 декабря 1995 года по итогам местного референдума Сысертский район было создано муниципальные образования Сысертский район, в состав которого не вошли город Арамиль и подчинённые населённые пункты, составившие отдельное муниципальное образование город Арамиль.
10 ноября 1996 года муниципальные образования Сысертский район и город Арамиль были включены в областной реестр.
С 31 декабря 2004 года муниципальные образования Сысертский район и город Арамиль были наделены статусом городского округа. Рабочие посёлки Бобровский, Большой Исток, Верхняя Сысерть и Двуреченск были отнесены к категории сельских населённых пунктов.
С 1 января 2006 года муниципальное образование Сысертский район было переименовано в Сысертский городской округ, город Арамиль — в Арамильский городской округ.
26 апреля 2012 года была образована Южная сельская администрация.

## Населённые пункты, административно-территориальное устройство
В состав района входит 41 населённый пункт, в том числе 2 города и 39 сельских населённых пунктов. До 1 октября 2017 года населённые пункты района делились на 7 сельсоветов, сельские населённые пункты, непосредственно входящие в район, 2 города и сельские населённые пункты в их подчинении.
Также ранее существовали Бобровский и Сысертский поссоветы, упомянутые к тексте закона от 13 апреля 2017 года, касающегося административно-территориальных изменений:
- Бобровский поссовет — рабочий посёлок Бобровский, посёлок Вьюхино;
- Верхнесысертский поссовет — рабочий посёлок Верхняя Сысерть, посёлок Луч.

### Административно-территориальное устройство до 1.10.2017
| №        | ТЕ / АТЕ      | Состав                                                                                      | ГО          |
| -------- | ------------- | ------------------------------------------------------------------------------------------- | ----------- |
| 1        | город Арамиль | Арамиль, посёлки Арамиль, Светлый                                                           | Арамильский |
| 2        | город Сысерть | Сысерть, посёлки Асбест, Габиевский, Каменка, Трактовский, Школьный                         | Сысертский  |
| 3        | с.н.п.        | посёлки Бобровский, Большой Исток, Верхняя Сысерть, Вьюхино, Двуреченск, Луч                | Сысертский  |
| 3.000001 | сельсоветы    |                                                                                             |             |
| 4        | Кашинский     | село Кашино                                                                                 | Сысертский  |
| 5        | Ключевской    | деревня Ключи, посёлок Колос, село Фомино                                                   | Сысертский  |
| 6        | Никольский    | сёла Никольское, Новоипатово, деревни Андреевка, Верхняя Боёвка                             | Сысертский  |
| 7        | Октябрьский   | посёлки Октябрьский, Первомайский, деревня Ольховка, Шайдурово                              | Сысертский  |
| 8        | Патрушевский  | сёла Патруши, Бородулино, деревни Большое Седельниково, Малое Седельниково, посёлок Полевой | Сысертский  |
| 9        | Черданский    | сёла Черданцево, Кадниково, деревня Токарево                                                | Сысертский  |
| 10       | Щелкунский    | сёла Щелкун, Абрамовское, Аверинское, деревня Космакова, посёлки Лечебный, Поляна           | Сысертский  |

### Населённые пункты
| №  | Населённый пункт     | Тип               | Население | Городской округ |
| -- | -------------------- | ----------------- | --------- | --------------- |
| 1  | Абрамово             | село              | ↗224      | Сысертский      |
| 2  | Аверино              | село              | ↘414      | Сысертский      |
| 3  | Андреевка            | деревня           | ↘32       | Сысертский      |
| 4  | Арамиль              | город             | ↗19 805   | Арамильский     |
| 5  | Арамиль              | посёлок           | ↗1985     | Арамильский     |
| 6  | Асбест               | посёлок           | ↘136      | Сысертский      |
| 7  | Бобровский           | посёлок           | ↗5945     | Сысертский      |
| 8  | Большое Седельниково | деревня           | ↘1762     | Сысертский      |
| 9  | Большой Исток        | посёлок           | ↗9881     | Сысертский      |
| 10 | Бородулино           | село              | ↘1190     | Сысертский      |
| 11 | Верхняя Боёвка       | деревня           | ↘233      | Сысертский      |
| 12 | Верхняя Сысерть      | посёлок           | ↘1077     | Сысертский      |
| 13 | Вьюхино              | посёлок           | ↘69       | Сысертский      |
| 14 | Габиевский           | посёлок           | ↗66       | Сысертский      |
| 15 | Двуреченск           | посёлок           | ↘4457     | Сысертский      |
| 16 | Кадниково            | село              | ↗323      | Сысертский      |
| 17 | Каменка              | посёлок           | ↘273      | Сысертский      |
| 18 | Кашино               | село              | ↗2438     | Сысертский      |
| 19 | Ключи                | деревня           | ↗408      | Сысертский      |
| 20 | Колос                | посёлок           | ↗183      | Сысертский      |
| 21 | Космакова            | деревня           | ↗135      | Сысертский      |
| 22 | Лечебный             | посёлок           | ↗33       | Сысертский      |
| 23 | Луч                  | посёлок           | ↘54       | Сысертский      |
| 24 | Малое Седельниково   | деревня           | ↗153      | Сысертский      |
| 25 | Никольское           | село              | ↘886      | Сысертский      |
| 26 | Новоипатово          | село              | ↘485      | Сысертский      |
| 27 | Октябрьский          | посёлок           | ↘2707     | Сысертский      |
| 28 | Ольховка             | деревня           | ↗32       | Сысертский      |
| 29 | Патруши              | село              | ↗4129     | Сысертский      |
| 30 | Первомайский         | посёлок           | ↗956      | Сысертский      |
| 31 | Полевой              | посёлок           | ↗129      | Сысертский      |
| 32 | Поляна               | посёлок           | ↗29       | Сысертский      |
| 33 | Светлый              | посёлок           | ↗1237     | Арамильский     |
| 34 | Сысерть              | город, адм. центр | ↘20 436   | Сысертский      |
| 35 | Токарево             | деревня           | ↘137      | Сысертский      |
| 36 | Трактовский          | посёлок           | ↗26       | Сысертский      |
| 37 | Фомино               | село              | ↗153      | Сысертский      |
| 38 | Черданцево           | село              | ↘481      | Сысертский      |
| 39 | Шайдурово            | деревня           | ↗184      | Сысертский      |
| 40 | Школьный             | посёлок           | ↘66       | Сысертский      |
| 41 | Щелкун               | село              | ↘2684     | Сысертский      |